# Picardiella tarsalis
Picardiella tarsalis är en stekelart som först beskrevs av Matsumura 1912.  Picardiella tarsalis ingår i släktet Picardiella och familjen brokparasitsteklar. Inga underarter finns listade i Catalogue of Life.

## Bildgalleri

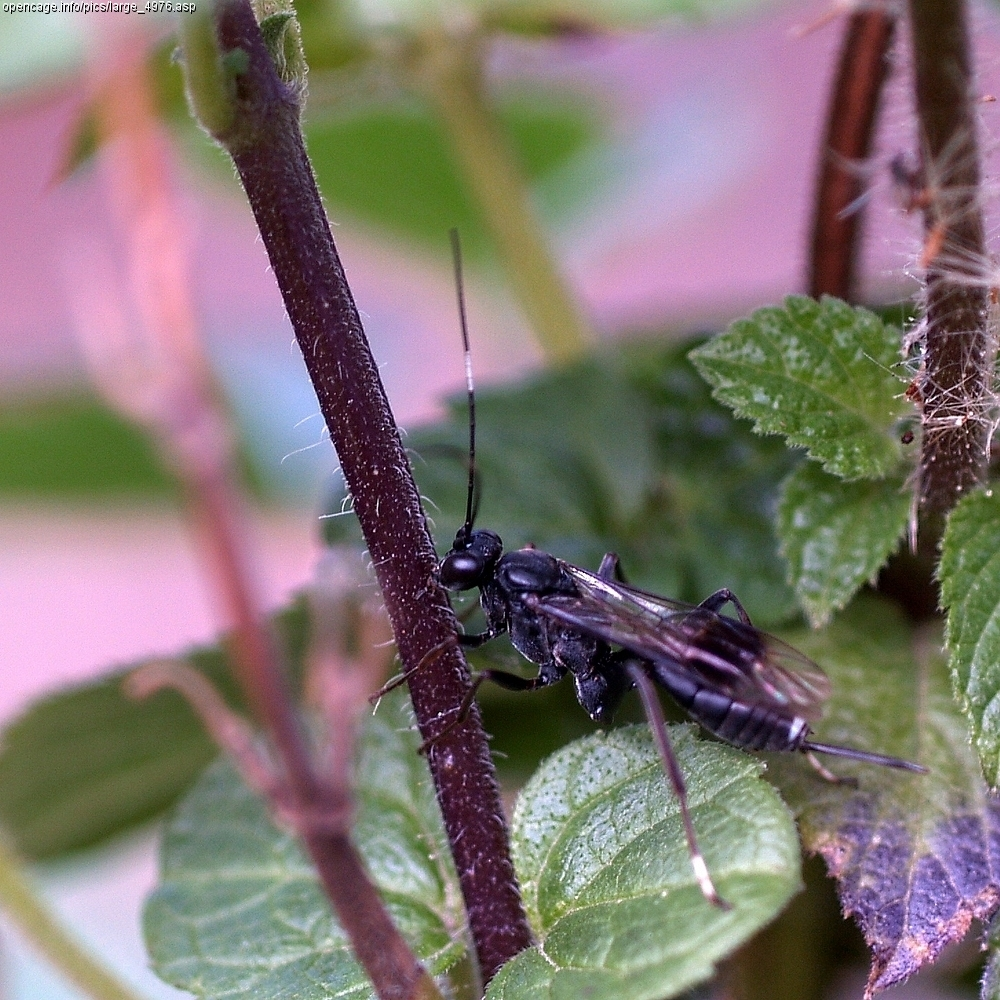